# Thomas Grindall Newbury
Thomas Grindall Newbury, britanski general, * 1895, † 1945.